# Ilustrados (Filipinas)

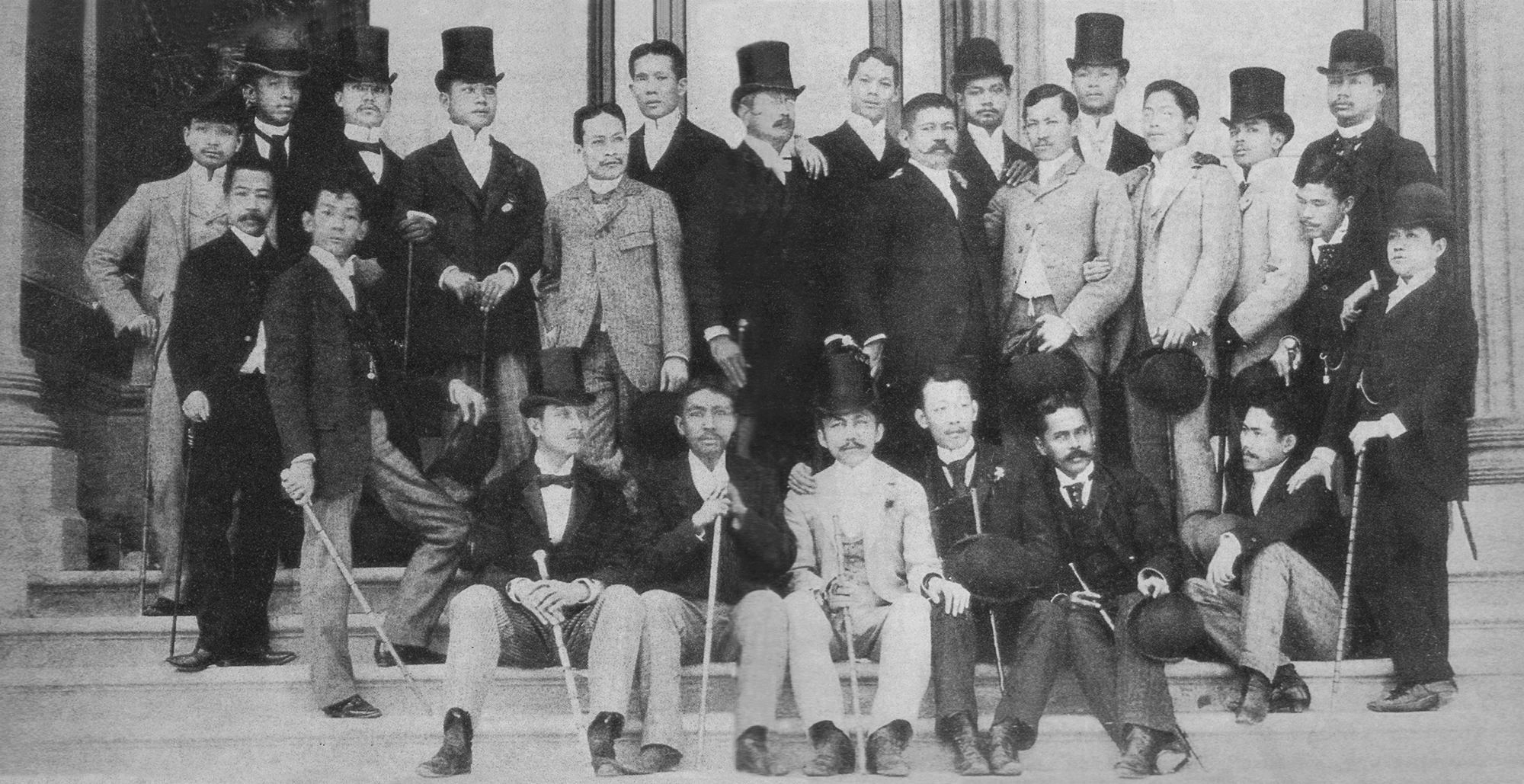
Ilustrados en Madrid, circa 1890.

Se conoce por ilustrados a los miembros bien educados de la clase media filipina durante la última fase de la posesión española de las islas, a finales del siglo XIX. Fueron nativos de las islas educados en español que compartían ideas liberales y nacionalistas de corte europeo. Pedían la equidad de los indígenas y los españoles en los poderes político y económico. Muchos de ellos fueron figuras clave para el nacionalismo filipino y la literatura en español de las Filipinas.

## Historia

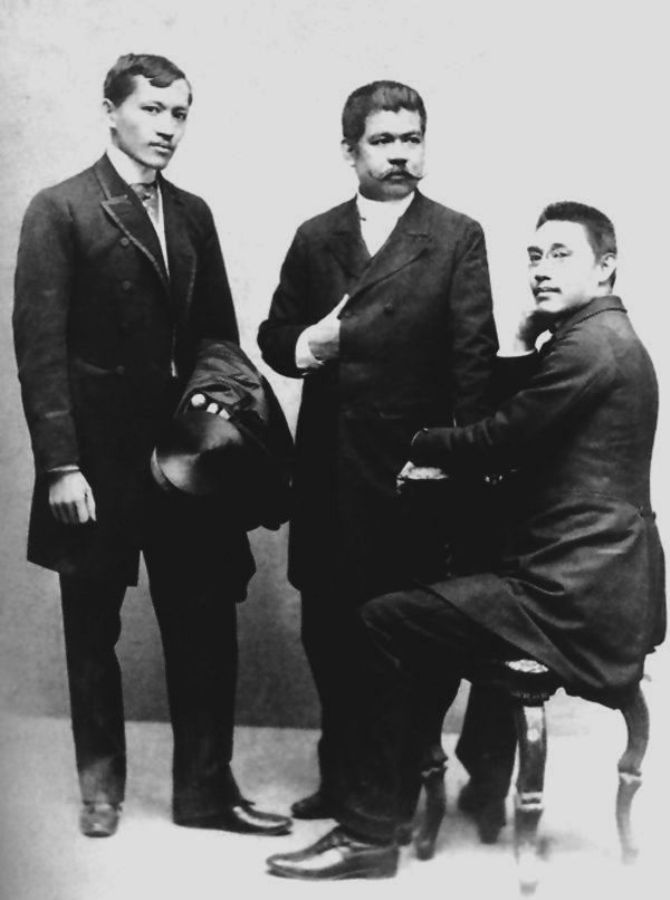
De izquierda a derecha, José Rizal, Marcelo H. del Pilar y Mariano Ponce en España.

Los ilustrados más preeminentes fueron Graciano López Jaena, Marcelo Hilario del Pilar, Mariano Ponce, Antonio Luna y José Rizal. Este último es considerado héroe de Filipinas; escribió novelas como Noli me tangere y El filibusterismo, que intentaron poner de manifiesto las injusticias de régimen colonial español.
Rizal y muchos de los intelectuales filipinos de pedían mayor autonomía para Filipinas, es decir, volver a las disposiciones de la Constitución de Cádiz de 1812, lo que equivalía a igualdad de trato con los españoles de la península y otros territorios. Para ello demandaron reformas políticas, económicas y religiosas, entre ellas la representación de Filipinas en las Cortes Generales, la consideración de Filipinas como provincia de España y la secularización del clero.
En 1872, con el nacionalismo en auge, tres sacerdotes filipinos lideraron el motín de Cavite, atacando el arsenal de Cavite, situado cerca de Manila; los tres fueron ejecutados por las autoridades españolas. Los ilustrados lo consideraron un ejemplo de represión. A causa de sus escritos anticlericales, Rizal fue condenado a muerte y ejecutado el 30 de diciembre de 1896. Este hecho propició el acercamiento entre los ilustrados y la sociedad antiespañola Katipunan. Durante la ocupación estadounidense de Filipinas se favoreció la toma de puestos de poder para los ilustrados, especialmente de aquellos cargos que habían pertenecido a frailes.

## Ilustradosdestacados
- José Rizal (1861-1896)
- Félix Resurrección Hidalgo (1855-1913)
- Graciano López Jaena (1856-1896)
- Antonio Luna (1866-1899)
- Juan Luna (1857-1899)
- Mariano Ponce (1863-1918)